# Kikuku
Kikuku è una circoscrizione rurale (rural ward) della Tanzania situata nel distretto di Muleba, regione del Kagera. Conta una popolazione di 9 556 abitanti (censimento 2012).